# Cyclolabus signatus
Cyclolabus signatus är en stekelart som först beskrevs av Léon Abel Provancher 1874.  Cyclolabus signatus ingår i släktet Cyclolabus och familjen brokparasitsteklar. Inga underarter finns listade i Catalogue of Life.